# Kledin
Kledin (lat. Cledinus) je bio Hrvatski ban (lat. banus) za vremena vladanja kraljeva Kolomana (1102. – 1116.) i Stjepana II. Arpadovića (1116. – 1131.), obnašavši bansku dužnost od 1116. pa do 1124. godine.

## Životopis
Kao knez (lat. comes) prvi put se spominje 1102. godine u ispravi koju je izdao kralj Koloman Samostanu Sv. Marije u Zadru, a onda i u pratnji kralja Kolomana 1111. godine kao jedan od njegovih župana za vrijeme kraljeva boravka u hrvatskim krajevima.
Unatoč priznanju Kolomana za hrvatskog kralja 1102. godine, njegova vlast u predjelu Hrvatske južno od Gvozda je bila tek nominalna dok su stvarnu vlast polako počelo preuzimati lokalno plemstvo na koje se kralj morao oslanjati pri obnašanju i provođenju vlasti.
Kledin tako od 1105. godine nosi naslov Zadarskog kneza, naslov koji će u sljedećih nekoliko desetljeća zamijeniti onu priora. Pritom se zaklinje zadarskom prioru Vitači na poštovanje slobode grada, pružanje vojne pomoći po potrebi i zaštitu grada, dok za uzvrat zadarski prior obećava prijateljstvo vladaru i plaćanje uobičajnog poreza.
Od 1116. nosi i naslove izravnog kraljevog namjesnika te Hrvatskog bana u Hrvatskoj i Dalmaciji (''per gratiam deiet jussionem domini mei stephani regis princeps hujus provincie et banus'').

### Mletački ratovi
Godine 1115. Mletački dužd Ordelafo Faliero (1102. – 1117.) krenuo je na vojni pohod s ciljem stavljanja hrvatskog dijela Jadranske obale pod svoju vlast. Bez borbe se predao otok Rab, nakon čega je u svibnju 1116. godine opsjednut i sam Zadar na čelu čije obrane je bio ban Kledin. Mlečani su zauzeli većinu grada osim same tvrđave, te su nakon toga osvojili i Biograd. Nakon pada Biograda Mlečani su iste godine uspješno dovršili i zauzimanje zadarske tvrđave.
Banska vojska predvođena banom Kledinom porazila je Mlečane sljedeće godine u bitci kod Zadra, pri čemu je poginuo i sam dužd Faliero. Nakon toga je dogovoreno petogodišnje primirje kojim je Mlečanima pripao grad Zadar i otok Rab, dok su Biograd, Šibenik, Trogir i Split došli pod vlast Hrvatsko-Ugarskog kralja.
Primirje ipak nije održano jer već sljedeće godine pod vodstvom novog dužda Domenica Michiela (1117. – 1130.) Mlečani najprije zauzimaju Osor, a uskoro nakon toga i većinu hrvatskog dijela Jadranske obale.
Posljednje spominjanje bana Kledina datira iz 1124. godine kada se navodi kao svjedok u jednoj ispravi kralja Stjepana II. Arpadovića.